# Jo Jin-ho
Jo Jin-ho (조진호?; Seoul, 10 luglio 2003) è un calciatore sudcoreano, centrocampista del Radnički Niš, in prestito dal Fenerbahçe.

## Carriera

### Club
È cresciuto nel settore giovanile del Jeonbuk Hyundai e nel 2022 è stato acquistato dal Fenerbahçe che lo ha inserito nella propria squadra giovanile. Il 15 settembre 2023 è stato ceduto in prestito al Novi Pazar insieme ad Omar Fayed. Ha debuttato a livello professionistico una settimana più tardi nell'incontro di Superliga perso 2-0 contro lo Mladost Lučani ed ha segnato il suo primo gol il 10 novembre decidendo la trasferta vinta 1-0 contro il Radnički Niš.
Rientrato in Turchia a fine stagione, il 2 giugno 2024 ha fatto ritorno in Serbia in prestito al Radnički Niš.

### Nazionale
Ha giocato nelle nazionali giovanili sudcoreane Under-16, Under-17, Under-20 ed Under-23.

## Statistiche

### Presenze e reti nei club
Statistiche aggiornate al 14 gennaio 2025.
| Stagione        | Squadra         | Campionato      | Campionato | Campionato | Coppe nazionali | Coppe nazionali | Coppe nazionali | Coppe continentali | Coppe continentali | Coppe continentali | Altre coppe | Altre coppe | Altre coppe | Totale | Totale | Totale |
| Stagione        | Squadra         | Comp            | Pres       | Reti       | Comp            | Pres            | Reti            | Comp               | Pres               | Reti               | Comp        | Pres        | Reti        | Pres   | Reti   |        |
| --------------- | --------------- | --------------- | ---------- | ---------- | --------------- | --------------- | --------------- | ------------------ | ------------------ | ------------------ | ----------- | ----------- | ----------- | ------ | ------ | ------ |
| 2023-2024       | Novi Pazar      | SL              | 21         | 1          | CS              | 3               | 0               | -                  | -                  | -                  | -           | -           | -           | 24     | 1      |        |
| 2024-2025       | Radnički Niš    | SL              | 19         | 0          | CS              | 1               | 0               | -                  | -                  | -                  | -           | -           | -           | 20     | 0      |        |
| Totale carriera | Totale carriera | Totale carriera | 40         | 1          |                 | 4               | 0               |                    | -                  | -                  |             | -           | -           | 44     | 1      |        |